# P-43 (航空機)
P-43 ランサー
飛行するP-43-RE (撮影年不詳)
- 用途：戦闘機、偵察機
- 分類：陸上戦闘機
- 製造者：リパブリック・エイヴィエーション社
- 運用者

  -  中華民国空軍
  -  アメリカ陸軍航空隊
  -  アメリカ陸軍航空軍
  -  オーストラリア空軍
- 初飛行：1940年3月
- 生産数：272機
- 運用開始：1941年
- 退役：1944年（中華民国空軍）
- 運用状況：退役
- 原型機：P-35
- 派生型：P-47 サンダーボルト

P-43 ランサー（Republic P-43 Lancer ）は、アメリカ合衆国のリパブリック社が開発し、主に中華民国空軍で運用された戦闘機。

## 概要
リパブリック社がアメリカ陸軍航空隊の要求に応えて開発した機体。審査で落ちたが採用され、航空隊やアメリカ陸軍航空軍 (USAAF)、オーストラリア空軍 (RAAF)では戦闘機ではなく偵察機として運用された。生産数の半分程は中華民国へレンドリースされて日本軍と戦った。P-47サンダーボルト戦闘機の原型と言える機体である。

## 開発
P-43の原型となるAP-4はP-35の発展型として開発されたが、機体が一回り大きくなり内側引込式の主脚を持ち胴体下部にターボチャージャー搭載した高高度戦闘機になっていた。1939年5月に陸軍の審査を受けたが、この時に採用されたのはXP-40（後のP-40）だった。しかし、AP-4に興味を示した陸軍は、評価試験用としてYP-43「ランサー」の名称で13機を発注した。
YP-43は、P&W R-1830-35 ツインワスプ (離昇出力1200hp)エンジンを搭載し、ターボチャージャーを付けていた。武装は機首に12.7 mm機関銃が2丁と主翼の左右に7.62 mm機関銃が1丁ずつ装備した。1941年4月までに全機引き渡されたが、飛行試験では最高速度565km/hを記録した為、陸軍は量産型のP-43を54機発注した。
しかし、ヨーロッパ戦線での戦訓からP-43の武装や性能では不十分であることが明らかになり、早くもAP-4をベースとした後継機2機種の開発が開始された。この内AP-4JはP-44として大量発注を受けるが、完成前にキャンセルされてしまった。残りのAP-4Lは、P-47サンダーボルトの原型となっていく。P-44の大量キャンセルもあって、リパブリック社は深刻な経営難に陥っていたが、陸軍はこれを救済し、また新鋭戦闘機のP-47の生産ラインを確保するため、性能的に見劣りするP-43を暫く生産させることにした。

## 生産と運用
P-43の生産は第1次発注分の54機で終了したが、これとは別にキャンセルされたP-44の生産発注を振り替える形で、80機生産されたのがP-43Aである。仕様はP-43と同じであるが、エンジンはP&W R-1830-49に換装された。P-43とP-43Aは1941年から陸軍に引き渡されたが、ターボチャージャーが不調だった為稼働率が悪く戦闘機としては不適当と判断され、ほとんどの機体が偵察機として運用された。
P-43Aの生産と同時期に、レンドリース法に基づいて中華民国向けの戦闘機として発注されたのがP-43A-1である。この機体は、エンジンがP&W R-1830-57に換装された他、主翼の武装が12.7mm機関銃に強化されていた。また、防弾装甲の追加や燃料タンクの形式が変更されるなどの改修を受けていた。1942年3月までに125機が完成し、この内108機が中華民国に引き渡された。これらは中国において日本軍とも交戦した。なお、残りの17機は偵察機に改造され、アメリカ陸軍で使用された。
一部の写真偵察型は1942年から1943年の短期間の間、オーストラリア空軍でも使用された。

## 各型

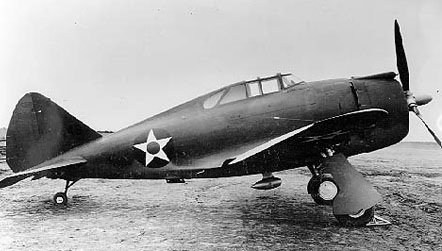
P-43A-1

YP-43
試作型。13機製造。
P-43
初期生産型。YP-43と同一で、54機製造。
P-43A
エンジンをR-1830-49に換装し、主翼の7.7mm機銃を12.7mmに替えた型。80機製造。
P-43A-1
P-43Aの中国への輸出向け型。防弾装備や燃料タンクの保護装備を追加し、胴体前部にも12.7mmを追加した。落下式増槽や91kgまでの爆弾を装備するハードポイントも胴体下に設けられた。125機製造。
P-43B
尾部にカメラを搭載した写真偵察機型。2機をP-43Aから、148機をP-43A-1や生産途中のP-43A-1より改造。
P-43C
詳細不詳。
P-43D
写真偵察機型。エンジンをR-1830-47へと換装。P-43Aから6機改造。
P-43E
写真偵察機型。D型同様にエンジンをR-1830-47へと換装。
RP-43
1942年からアメリカ陸軍航空隊・軍のP-43各型が指定された型。前線から引き上げて予備機として保管された。

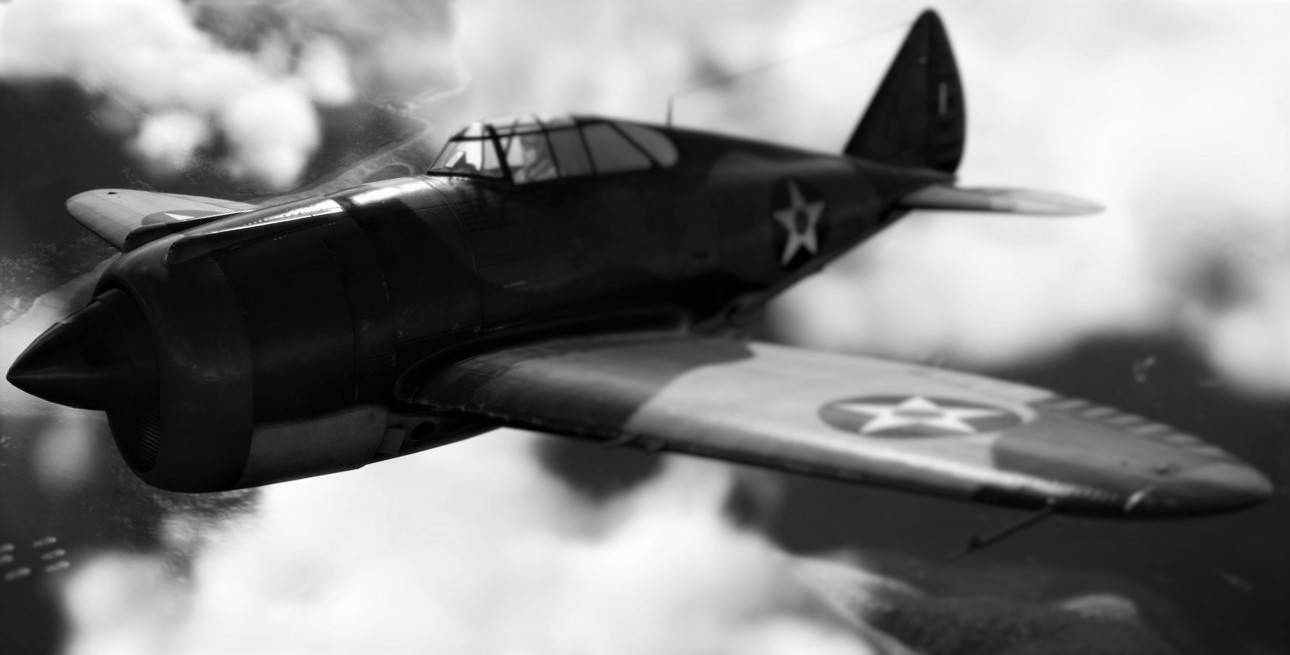

P-44 ロケット
P-43からエンジンをR-2180-1に換装した機体。製造機なし。

## 諸元
P-43A-1-RE
- 全長：8.69 m
- 全幅：10.97 m
- 全高：4.27 m
- 翼面積：20.72 m2
- 全備重量：3,850 kg
- 乗員： 1名
- エンジン：P&W R-1830-57 ツインワスプ 空冷星型14気筒 1,200hp
- 最大速度：573 km/h
- 実用上昇限度：10,973 m
- 航続距離：2,333 km
- 上昇率：m/min
- 武装
  - 12.7mm機関銃 ×4
  - 爆弾：200 lb